# Violencia de género en Perú
La violencia de género en Perú se define como el acoso o la violencia propagada contra cualquier persona por su género. La violencia de pareja es la forma más común de violencia de género, aunque puede ocurrir al mismo tiempo que la violencia sexual y psicológica. Históricamente, las prácticas del Imperio español y la Iglesia católica crearon una cultura del patriarcado en el virreinato del Perú y las conductas violentas contra las mujeres se transmitieron a las generaciones posteriores en la república. En una encuesta de 2012 distribuida por la Organización Panamericana de la Salud, Perú tuvo el tercer porcentaje más alto de violencia de pareja entre las mujeres encuestadas. La violencia de pareja contra los hombres no es común en Perú.
Las mujeres sufren más pobreza y violencia doméstica y sexual que los hombres. Según la Organización Mundial de la Salud, el 49 % de las peruanas que habían estado casadas, convivían con un hombre o tenían una pareja sexual habitual y vivían en Lima sufrieron algún tipo de violencia, y lo mismo ocurrió con el 61 % de las que vivían en Cusco. Además, el 23 % de las limeñas sufrió violencia sexual, mientras que este porcentaje fue del 47 % en Cusco.

## Historia
Las conductas de violencia de género se transmiten de generación en generación. Clea Guerra Romero, coordinadora nacional del Comité de Latinoamérica y el Caribe para la Defensa de los Derechos de la Mujer (CLADEM), afirma que la violencia contra las mujeres es un fenómeno que se transmite «transgeneracionalmente», de modo que los niños aprenden este comportamiento a partir de las acciones violentas de sus cuidadores..
Las publicaciones sobre la historia de la violencia de género en Perú son limitadas. Los académicos peruanos comenzaron a estudiar el impacto del patriarcado en la estructura familiar en el Perú colonial en la década de 1970, especialmente con las publicaciones de Pablo Macera a partir de 1977. Los frailes Luis de León y Antonio Arbiol y Díez escribieron sobre sus por la prevalencia del abuso conyugal tanto en el Antiguo Régimen de España como en sus territorios coloniales en el siglo XVI. Durante el Concilio de Trento, los frailes reconocieron que la violencia contra las mujeres era un problema creciente tras revisar los testimonios de ellas en los casos judiciales eclesiásticos, lo que hizo que el concilio considerara cambios en las leyes de divorcio.
En el Perú colonial, el Imperio español entregó la supervisión de los matrimonios a la Iglesia católica, en que los  tribunales eclesiásticos que revisaban casos relacionados con el respeto a las élites, las promesas matrimoniales incompletas y la virginidad. Durante el período colonial, los golpes físicos y el abuso verbal no se consideraban violencia, sino acciones correctivas que se aceptaban. Sólo el marido era reconocido como la única autoridad en la familia, quien tenía el derecho legal de castigar a su esposa, lo que daba como resultado que las proporciones de las acciones del marido no tuvieran límites. Las tradiciones indígenas se alteraron por las prácticas españolas, lo que también provocó un aumento de los conflictos matrimoniales. Según Luis Bustamante Otero, los registros judiciales históricos mostraban que Lima experimentó las tasas más altas de abuso doméstico de todos los territorios españoles.
En el siglo XXI, el gobierno de Perú afirma que la violencia de género es un fenómeno más reciente, culpando a los medios de comunicación de la violencia, aunque esto no necesariamente es cierto. Durante la crisis de refugiados venezolana, las venezolanas que residieron en Perú han sufrido violencia por parte de sus parejas y empleadores, y a menudo se han enfrentado a la explotación y la violencia sexual. Entre 2019 y 2021, la tasa de violencia de género contra venezolanas aumentó un 31 %.

## La violencia de género
La discriminación que sufren las mujeres es compleja porque varía según la clase, la etnia y la situación económica de las mujeres en la sociedad peruana tradicional. Esta complejidad muchas veces no ha sido reconocida por el gobierno peruano. La Constitución peruana de 1993 reconoció el derecho fundamental de la persona a su integridad moral, física y psicológica.  Sin embargo, no amplió específicamente estas protecciones a las mujeres ni tiene leyes de discriminación específicas que se les apliquen. Las siguientes secciones describen los tipos de violencia de género que experimentan las mujeres.

### Violencia doméstica
La mayoría de los peruanos consideran que las mujeres son las encargadas de los actividades del hogar. En una encuesta del Instituto de Estudios Peruanos (IEP), 18% de hombres dicen que entienden las razones de violencia contra una mujer si ella no cumple los labores en el hogar.
En 2006, el Ministerio de la Mujer y Desarrollo Social (entonces MIMDES) reportó 25 036 casos de violencia doméstica en el Perú.  Los centros del MIMDES ayudaron a un promedio de 2.067 hombres y mujeres por mes. El MIMDES también operó una línea directa gratuita que atendió 7785 solicitudes de asistencia relacionadas con disturbios familiares esta año. 
Las organizaciones de mujeres observaron que el abuso de alcohol y las actitudes tradicionales hacia las mujeres agravaban los problemas de violación y abuso sexual, particularmente en las zonas rurales.  En noviembre de 2006, la Organización Mundial de la Salud informó que el 69% de las mujeres peruanas dijeron haber sufrido algún tipo de violencia física en su vida. 
Los abusos se agravan y perpetúan la práctica policial y las leyes que discriminan a las mujeres.  El MIMDES y las ONG afirmaron que muchos casos de abuso doméstico no se denunciaban.  Fuentes de las ONG afirmaron que la mayoría de los casos denunciados no dieron lugar a denuncias formales por temor a represalias o por el coste que suponía presentar una denuncia.  Las protecciones legales fueron limitadas debido a demoras judiciales, ambigüedades en la ley y la falta de refugios para las víctimas de violencia de género.  Según un estudio de 2007 realizado en Lima, las mujeres maltratadas tienen un riesgo 1,63 veces mayor de sufrir un embarazo no deseado. Además, las mujeres que han sufrido abuso físico y sexual tienen 3,31 veces más probabilidades de quedarse embarazadas sin querer. 
Los estereotipos y las tradiciones normalizan los ciclos de abuso. En todas las clases socioeconómicas urbanas, el lema «Más me pegas, más te quiero» se usa para referirse al «amor serrano». Esto sugiere dos cosas; los peruanos tienden a culpar a las mujeres pobres e indígenas maltratadas por el abuso que sufren y, en segundo lugar, que las mujeres disfrutan de la violencia. 
La migración interna en Perú sigue siendo un problema importante. Según Cristina Alcalde, puede producir uno de dos resultados. En primer lugar, puede permitir que una mujer deje atrás a su agresor, pero, en segundo lugar, la migración a Lima puede intensificar aún más la violencia porque las mujeres dependen de su pareja abusiva al llegar a una ciudad nueva. 

### Feminicidios
Entre los años 2010 y 2017, 837 mujeres fueron asesinadas mientras que se produjeron 1172 intentos de asesinato.  Un estudio de 2015 descubrió que en aproximadamente el 81% de los casos de intento de feminicidio, las autoridades no tomaron medidas para proteger a la superviviente, y que el 24% de las mujeres que acudieron al sistema de justicia en busca de ayuda fueron posteriormente asesinadas por los mismos hombres de quienes provenían habían buscado protección. 

### Violencia LGBT+
Hubo una cantidad significativa de violencia contra la población LGBT+.  Según un estudio realizado para determinar la prevalencia de la coerción sexual entre adultos jóvenes, los hombres y mujeres que reportaron coerción heterosexual presentaron una mayor incidencia de ETS a lo largo de su vida, una menor edad en la primera relación sexual y una mayor probabilidad de comportamiento homosexual futuro en el caso de los hombres. 
La población transgénero también ha sufrido discriminación y violencia.  Estudios realizados en Perú han demostrado que las mujeres trans presentan una mayor proporción de infección por VIH.  Esto suele estar relacionado con tasas más altas de consumo de drogas, trabajo sexual y falta de acceso a la educación.  Además, las mujeres trans en Perú suelen ser víctimas de violencia de pareja y no reciben ayuda de los autoridades.  Estos factores han provocado que la prevalencia general del VIH entre mujeres trans en Lima (Perú) sea del 29.6 % en 2012. 

### Violencia sexual
Perú demuestra la complicidad del gobierno estatal en la perpetración y perpetuación de la violencia sexual. Sin embargo, las razones y los motivos para cometerla han cambiado con el tiempo y según la región.  Es difícil determinar si el Estado ha promovido o permite la violencia sexual por falta de acceso a registros. 
Los análisis han mostrado un patrón común en los conflictos estatales y la violencia sexual. Durante el conflicto de Perú con los rebeldes, se produjeron dos picos en el número de abusos sexuales que coincidieron con momentos particularmente difíciles durante el conflicto. Vinculado con el debilitamiento del PCP-SL después de la captura de Abimael Guzmán en 1992, el número de incidentes de violencia sexual en Perú disminuyó significativamente.  Esta correlación sugiere que el Estado utilizó la violencia sexual como herramienta de guerra. Sin embargo, aunque fue generalizada, la violencia sexual en Perú tendió a ser más seleccionada y perpetrada con deliberación: alrededor del 71 % de los casos involucraron a una sola víctima. En lugar de participar en violaciones en grupo, a menudo se elegía a las víctimas si se las identificaba como opositoras al Estado. 
La violencia sexual contra las mujeres durante este período de conflicto interno tuvieron implicaciones de salud a largo plazo para las mujeres.  Según un estudio realizado por Grimard et al., el shock de la violencia tuvo un efecto adverso en las mujeres embarazadas, a menudo retrasando el crecimiento de sus hijos.  Esto fue cierto incluso cuando se controlaron las condiciones socioeconómicas. 
En 2001, el presidente interino Valentín Paniagua creó una comisión de doce personas para investigar violaciones de derechos humanos. La comisión tardó dos años en presentar su informe final. El informe encontró que la violación era la forma más frecuente de abuso, constituyendo alrededor del 48 %. Los oficiales militares fueron los delincuentes más frecuentes. Además, la violencia sexual se cometió con mayor frecuencia mientras las víctimas estaban detenidas (52%). 
Finalmente, la violencia sexual en Perú fue y a menudo todavía es perpetuada hacia su población indígena; 20 % de la población del Perú es indígena. Estas comunidades están en desventaja política y económica en comparación con la población nacional. El Estado respondió con violencia y represión desproporcionadas. 

### Acoso callejero
A la par de otros países latinoamericanos, el acoso callejero es un problema frecuente en Perú. Como resultado, los ciudadanos crearon la iniciativa Paremos el Acoso Callejero (PAC) en 2012, que se traduce como "Paremos el acoso callejero". El propósito de esta iniciativa fue analizar las estructuras de violencia cotidiana hacia las mujeres, como los abucheos. Además, esta iniciativa fue única porque comenzó en Facebook, Twitter y DATEA, una plataforma que brinda a las mujeres la oportunidad de georreferenciar sus experiencias. La iniciativa PAC se ha asociado con el parlamento peruano para impulsar la única ley contra el acoso callejero en América Latina. 

## Programas de prevención
El gobierno y la población han reconocido la violencia de género como un tema prevalente. Por lo tanto, ha instituido una variedad de programas para abordar la violencia dirigida hacia las mujeres. 

### Leyes
La ley en Perú prohíbe la violencia doméstica y las penalidades criminales van de un mes a seis años de prisión.  Jueces y fiscales tienen la autoridad para impedir que el cónyuge o padre condenado regrese al hogar familiar y autoriza a los familiares de la víctima y a las personas no emparentadas que viven en el hogar a presentar denuncias de violencia doméstica.
La ley también permite a los profesionales de la salud documentar las lesiones, exige que la investigación policial de la violencia doméstica se lleve a cabo en un plazo de cinco días y obliga a las autoridades a ampliar la protección a las mujeres y los niños que son víctimas.
Las leyes específicas que abordan la violencia de pareja en Perú incluyen la Ley de Violencia Familiar (FVL) de 1993. Varias organizaciones independientes han aplaudido esta ley para abordar la violencia doméstica, pero dicen que deberían incluirse otros factores. Por ejemplo, las parejas no casadas no tienen protecciones con FVL. Además, la ley no cubre a las víctimas de violencia sexual y las víctimas tienen que pasar por largos procesos burocráticos para presentar cargos. Finalmente, un otro defecto de FVL es que las leyes exigen que las parejas intenten la reconciliación incluso con pruebas de abuso.
Los intentos de utilizar leyes de Occidente para abordar la violencia de género en Perú a menudo fracasan porque no toman en cuenta factores culturales o políticos únicos que afectan el comportamiento.  Los estudios sostienen que el Perú debería intentar identificar sus propios factores de riesgo.

### Organizaciones
El MIMDES ejecuta desde 2001 el Programa Nacional para la Prevención y Erradicación de la Violencia contra las Mujeres, que busca abordar los problemas legales, psicológicos y médicos a los que se enfrentan las víctimas de violencia doméstica. En 2006, el MIMDES operaba 39 centros, que reunían a policías, fiscales, consejeros y agentes de bienestar público para ayudar a las víctimas de abuso doméstico. En 2006, la oficina de la Defensoría del Pueblo seguía quejándose de que los agentes de policía reaccionaban con indiferencia ante las acusaciones de violencia doméstica, a pesar de los requisitos legales para investigar estas denuncias. En el mismo año, mujeres líderes comunitarias, exmiembros del Congreso y medios de comunicación locales lanzaron campañas de concienciación para brindar a los ciudadanos más información sobre la violencia doméstica. 
El Centro de Información y Documentación de la Mujer tiene el principal objetivo contribuir a la igualdad entre los géneros y facilitar cambios en la sociedad peruana. A través de medios principalmente culturales, conserva información bibliográfica. 
En 2021, el programa desarrolló el programa de radio Aurora te acompaña. El proyecto Aurora, del que toma el nombre el programa nacional, pasó a llamarse Warmi Ñan.
Ha habido varios grupos que se han involucrado en la promoción y concientización sobre la violencia contra la población LGBT+ peruana. Por ejemplo, GALF, un grupo peruano de lesbianas feministas, se encargó de impulsar el cambio contra la lesbofobia. GALF creó asociaciones dentro de la comunidad gay, así como con grupos y servicios feministas heterosexuales. 